# 魁北克神学院
46°48′52.75″N 71°12′20.52″W / 46.8146528°N 71.2057000°W

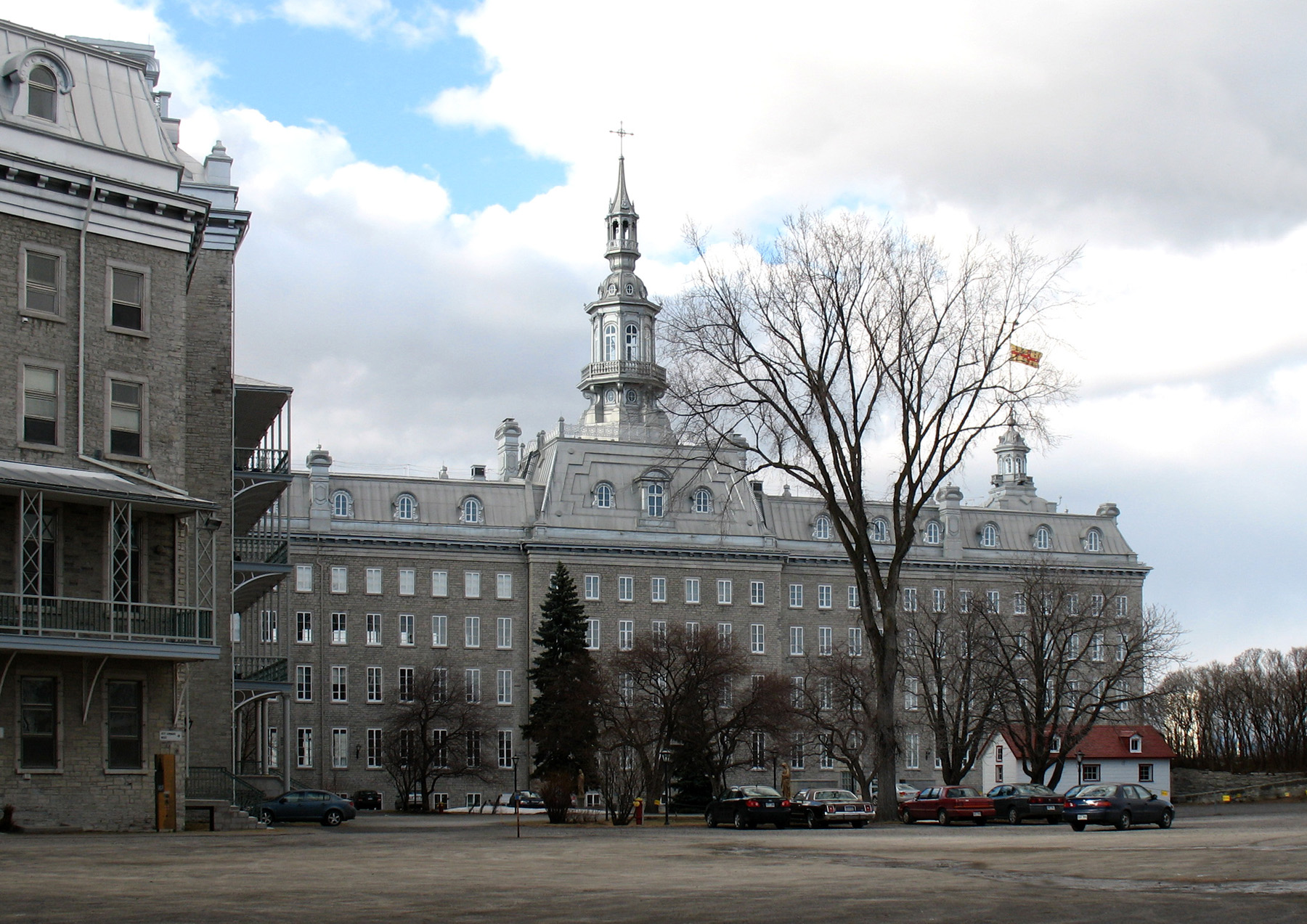
The Camille-Roy Building of the Séminaire de Québec

魁北克神学院（法语：Séminaire de Québec）是魁北克市的一个天主教教区神父的团体，由新法兰西第一任主教方济·拉瓦尔创立于1663年3月26日。

## 历史
魁北克神学院最初旨在为远到路易斯安那的地区培养年轻神职人员，与培养神父的大修院一起创办。1668年，路易十四的大臣让-巴普蒂斯特·柯尔贝尔提议对当地土著居民传授法国语言和文化。于是拉瓦尔主教面向渴望成为神职人员的土著和殖民者的子弟，开设了神学院。这是魁北克小修院的起源。

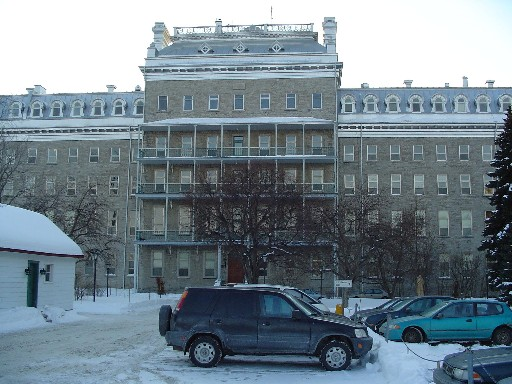

1760年英国征服前，小修院是一个寄宿学校。课程在耶稣会学院讲授（地点在今天的市政厅）。英国征服后取缔了耶稣会，小修院成为一个完全的教学机构，面向所有有志学习的男孩。1852年，维多利亚女王颁布皇家宪章，成立北美洲第一个天主教法语大学拉瓦尔大学。拉瓦尔大学和小修院分别在1970年和1987年脱离了魁北克神学院。
魁北克神学院目前包括大修院、职业中心、新的教区小修院、拉瓦尔大学天主教中心、神父和其他领袖培训、堂区服务，以及神学研究。

## 小修院
自1987年以来魁北克小修院是一个于神学院分开的私立天主教中学。18世纪和19世纪的许多法裔神职人员, 以及学者，在高等教育普及之前都曾就读于小修院。直到1970年，其院长兼任拉瓦尔大学的校长（最初是它的一个分支）。

## 建筑

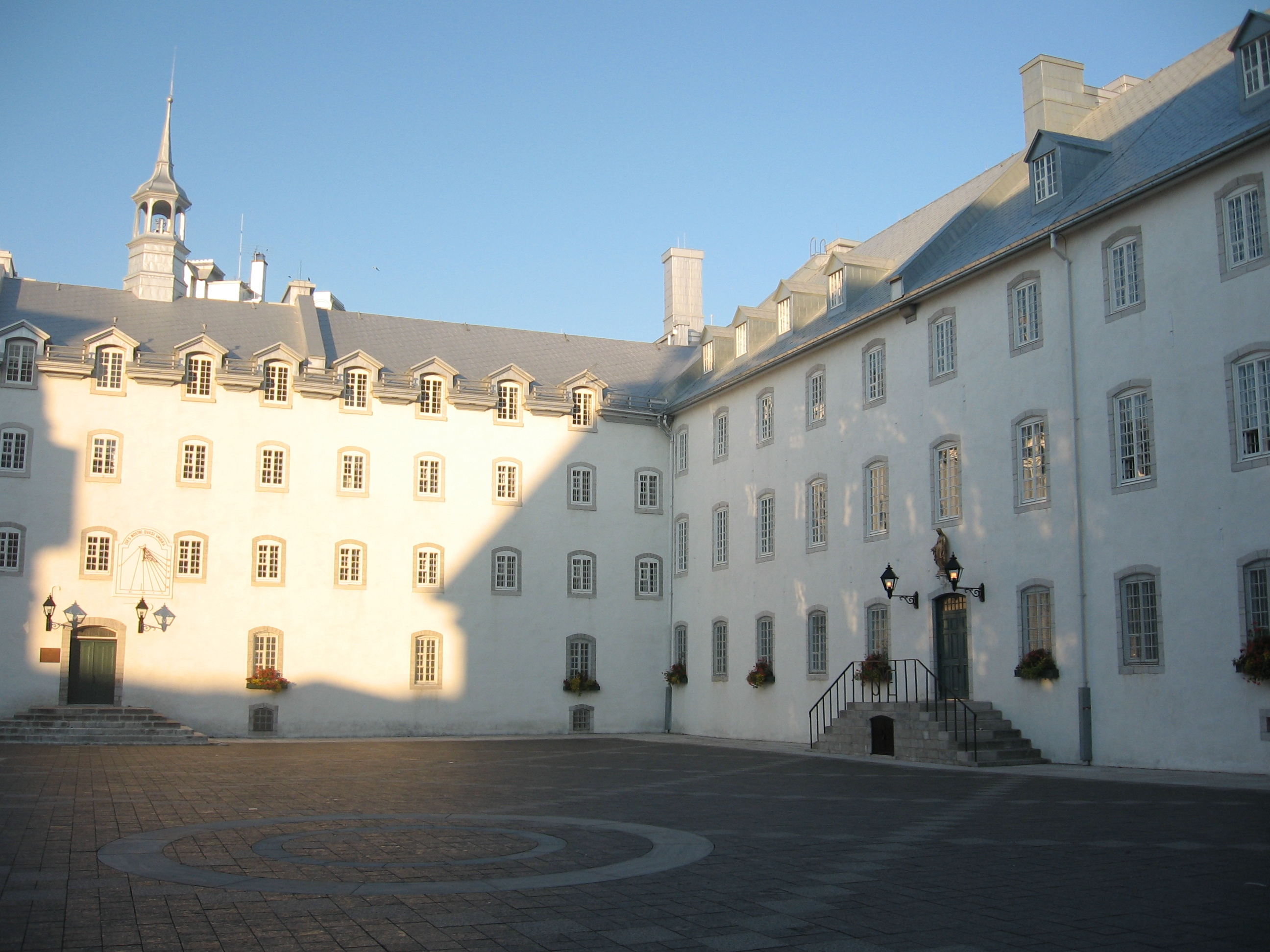

魁北克老城的魁北克神学院历史遗产包括众多建筑，其中有些建筑的历史可以追溯到17世纪法国占领时期，另一些建于18世纪到20世纪。它包括两组建筑群：旧神学院按17世纪法国学院的模式建造，第二组建筑这是后来增建，以满足拉瓦尔大学、大修院和小修院的需要，其中最重要的建筑是卡米尔罗伊大楼和让-奥利维尔·白里安大楼。
1929年，神学院被列为加拿大国家历史遗产。